# قلعة الجاهلي
قلعة الجاهلي في مدينة العين في الامارات العربية المتحدة. أنشئت عام هو 1316 هـ الموافق 1891 حول واحة الجاهلي  للدفاع عن المدينة وحماية مزارع النخيل الثمينة. اتّخذتها كشافة ساحل عمان مقرّاً سابقاً لمهماتها التي قضت بحماية الممرّات الجبليّة والمحافظة على السلم بين القبائل. ويدعم ذلك التاريخ ما ذكره بيرسي كوكس في رحلته إلى مدينة العين عام 1905، حيث ذكر أنه زار منطقة الجاهلي التي بِنيت قبل ذلك التاريخ بست سنوات(14) ، ويذكر لوريمر عام 1906 أن قلعة الجاهلي تطور تحت حكم الشيخ زايد بن خليفة آل نهيان، والتقط الضباط العديد من الصور للقلعة التي تغطيها طوال تلك الفترة، كذلك استخدم الملحق الشرقي من القلعة كمهبط للطائرات المروحية (الهليكوبتر)، ولذلك تتوافر الصور الجوية للقلعة التي التقطها الضباط ونُشر بعضُها، وتشير تلك الصور إلى تطابق شكل القلعة وموقعها مع مكوناتها في تلك الفترة.

## بناء القلعة
توجد القلعة في الربع الشمالي من المبنى العام الذي يضم ساحة خارجية، وهي قلعة مربعة الشكل طول ضلعها 35 مترا، وارتفاعها 8 أمتار، ولها أربع واجهات تعلوها فتحات للبنادق، وصفٌّ من الشرفات المثلثة، ويوجد بها برجان دائريان متطابقان تماما، قطرُ كل منهما 5 أمتار، وارتفاع كل منهما 14 مترا، وكل برج مكون من ثلاثة طوابق مثل أبراج المدخل، أما البرج الدائري الثالث فهو موجود بالواجهة الشرقية، أما الزاوية الشمالية الغربية فيوجد بها برج مستطيل وليس دائريا، وهو البرج الوحيد المستطيل ويبلغ طوله 7 أمتار وعرضه 4 أمتار وارتفاعه 14 مترا تقريبا، به طابقان بنفس تكوين أبراج القلعة، ولعل هذا البرج بني بشكل مستطيل ليكون أقوى من باقي الأبراج.

## الموقع
تقع القلعة في القسم الجنوب الشرقي من مدينة العين بالقرب من متحف قصر العين، وتعد إحدى أكبر القلاع وأفضل نموذج لفن العمارة العسكرية المحلية، ولها تاريخ ضارب في القدم، وترتبط ارتباطاً وثيقاً بتاريخ أسرة آل نهيان، وهي ذات موقع استراتيجي للأعمال العسكرية لكونها تقع على مقربة من مصادر المياه وتحيط بها الأراضي الخصبة للزراعة.

## الترميم
تم تسليم القلعة إلى مديرية العين للآثار والمتاحف، التي أجرت عليها أعمال ترميم خلال منتصف ثمانينات القرن الماضي، من أجل الحفاظ على خصائصها وسماتها المعمارية، وإعادة القلعة إلى حالتها الأصلية، وفي سبيل المحافظة على الأهمية التاريخية لها، ومن ثم خضعت القلعة لمرحلة أخرى من الترميم الشامل بين عام 2007 ـ 2008، من قبل هيئة أبو ظبي للثقافة والتراث، وأصبحت تحتوي على مركز معلومات للزائرين، مع وجود محل تجاري ومقهى، ومساحات أوسع للعرض وممارسة النشاطات الثقافية والتراثية.

## معرض لويلفريد ثيسجر
تم تخصيص معرض دائم للمستكشف والرحالة الإنجليزي الشهير لويلفريد ثيسيجر، الذي أقام في مدينة العين واستضافة رئيس دولة الإمارات العربية المتحدة الراحل صاحب السمو الشيخ زايد بن سلطان آل نهيان عدة مرات في الأربعينيات من القرن الماضي، وحظي بصداقته المتينة، وأصبحت صالة “بن لندن وحرية الصحراء” بالجاهلي، معرضاً دائماً مخصصاً لويلفريد ثيسنجر الذي عبر صحراء الربع الخالي. وكان يعرف مدينة العين جيداً، وكان يستمتع بالاستكشاف والصيد بالقرب من منطقة جبل حفيت. ويكشف المعرض عشقه للصحراء وتقديره للقبائل العربية البدوية الذين قدّموا له كثيراً من العون خلال رحلاته.

## الرؤية المستقبلية
إن الرؤية السياحية المستقبلية أن تصبح القلعة الوجهة الثقافية الجديدة في مدينة العين بحيث تتضمن مركز الزوار مزود بمكتبة ومجلس يقدم المعلومات عن كل ما يمكن زيارته والقيام به في مدينة العين، وتخصيص برنامج عرض سمعي ـ بصري في برج القلعة الأثري حيث تم عرض “قصة العين”، واستثمار قلعة الجاهلي كمركز معارض في قلب مدينة العين، حيث تنطوي عملية إعادة تأهيل قلعة الجاهلي على إنشاء مساحة للعرض: صالة عرض فنية داخلية تمتد إلى فنائها، ما يجعلها مناسبة للمعارض المؤقتة.

## جوائز
- اختار متحف شيكاجو الأثيني للعمارة والتصميم والمركز الأوروبي لفنون التصاميم المعمارية والدراسات الحضرية القلعة لجائزة العمارة الدولية، ضمن أفضل الإنجازات المعمارية الحديثة لعام 2010.[4]

- حصلت قلعة الجاهلي على جائزة تيرا العالمية خلال فعاليات الدورة الثانية عشرة للمؤتمر الدولي للعمارة الطينية لأفضل تصميم ومخطط داخلي لمبنى طيني معاصر وتعتبر جائزة تيرا أول جائزة تمنح للهندسة المعمارية الترابية المعاصرة، والتي أطلقت من قبل مختبر أبحاث ودراسات الطين والمواد الأرضية الفرنسي كراتير إنساج «Craterre ENSAG» عام 2013 برعاية من المجلس الدولي للمتاحف «ICOM» التابع لمنظمة اليونسكو[5]

## معرض الصور

مدخل القلعة
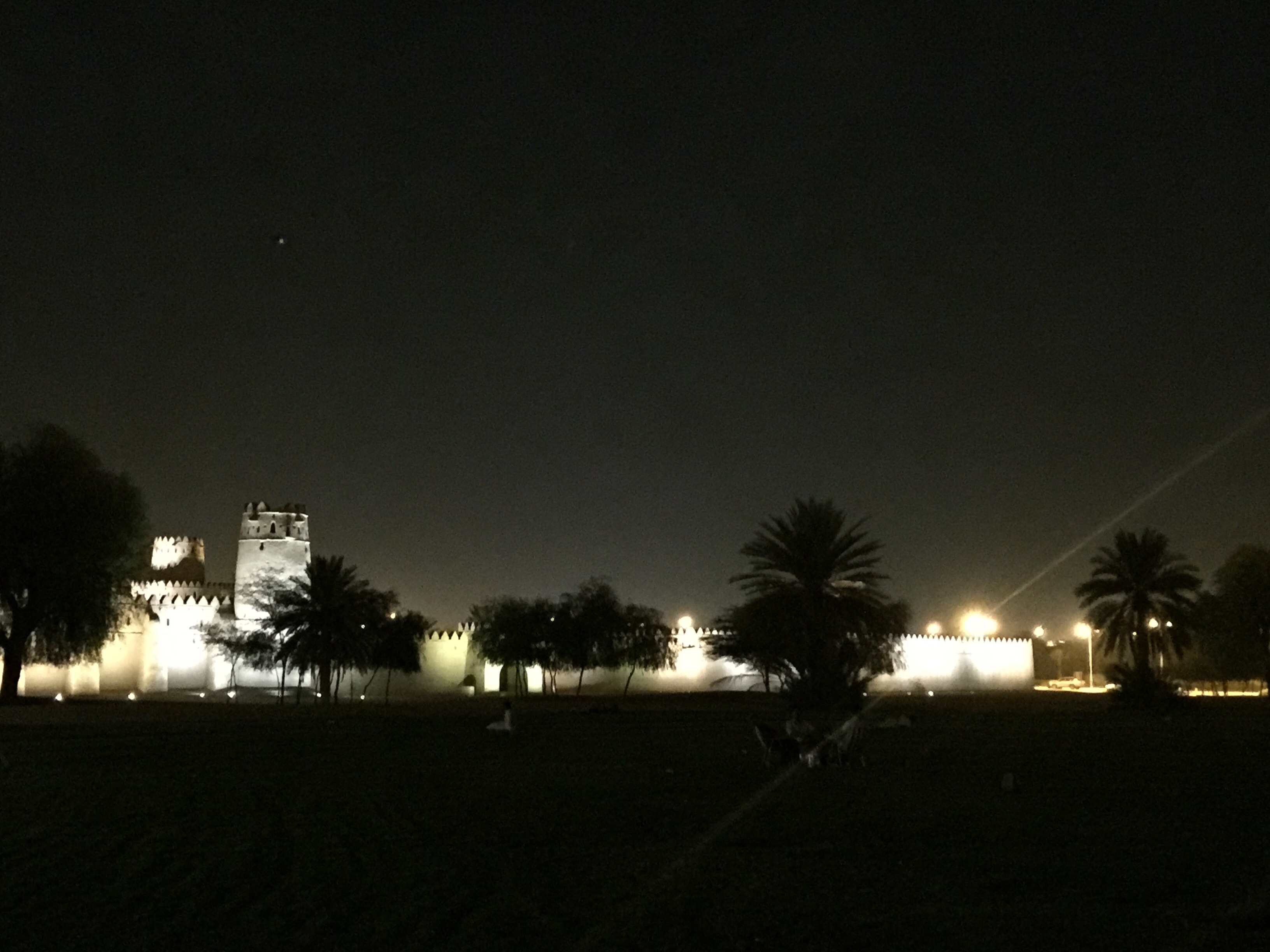
القلعة من بعيد من داخل حديقة الجاهلي
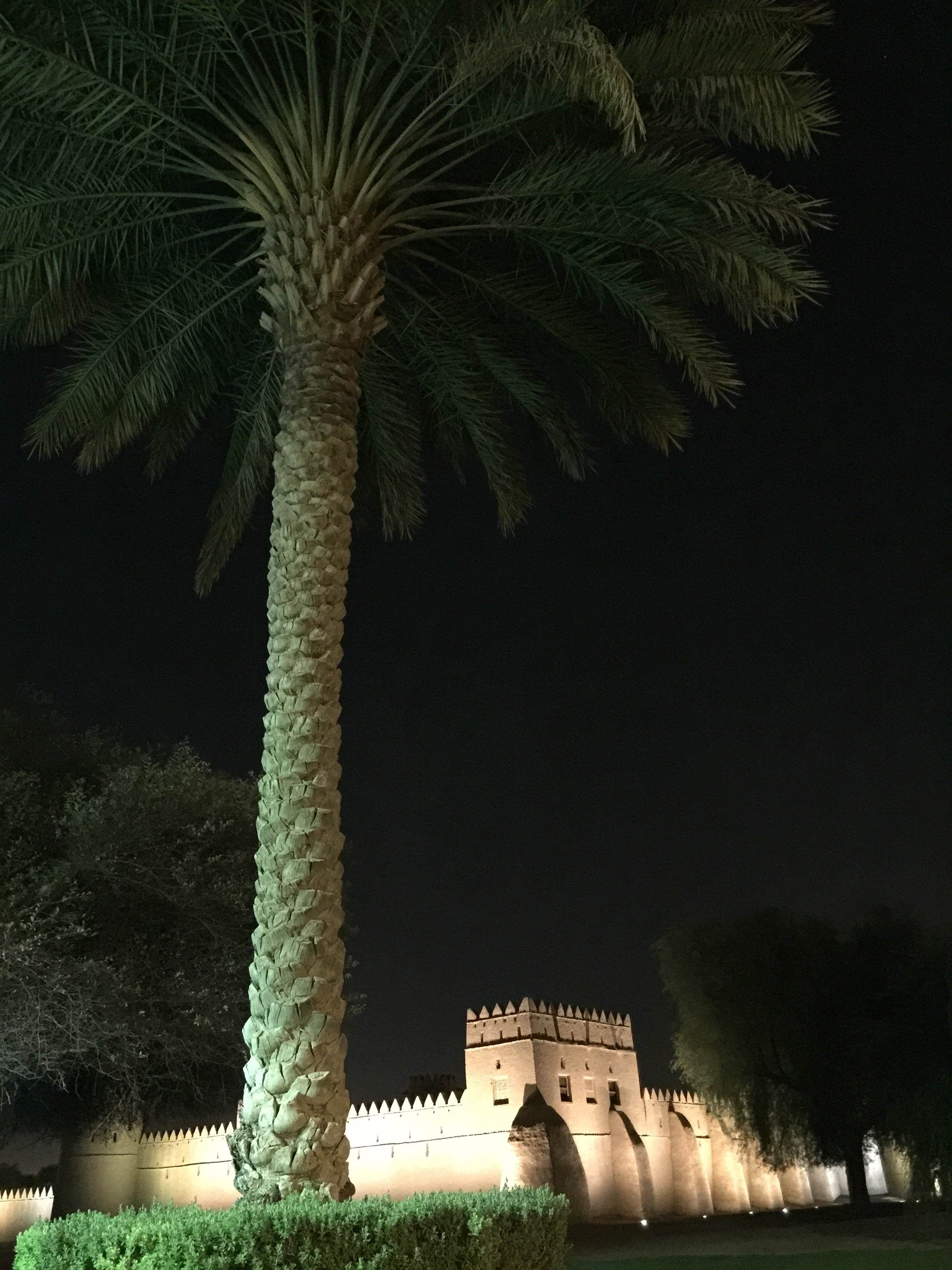
بجانب القلعة ليلا
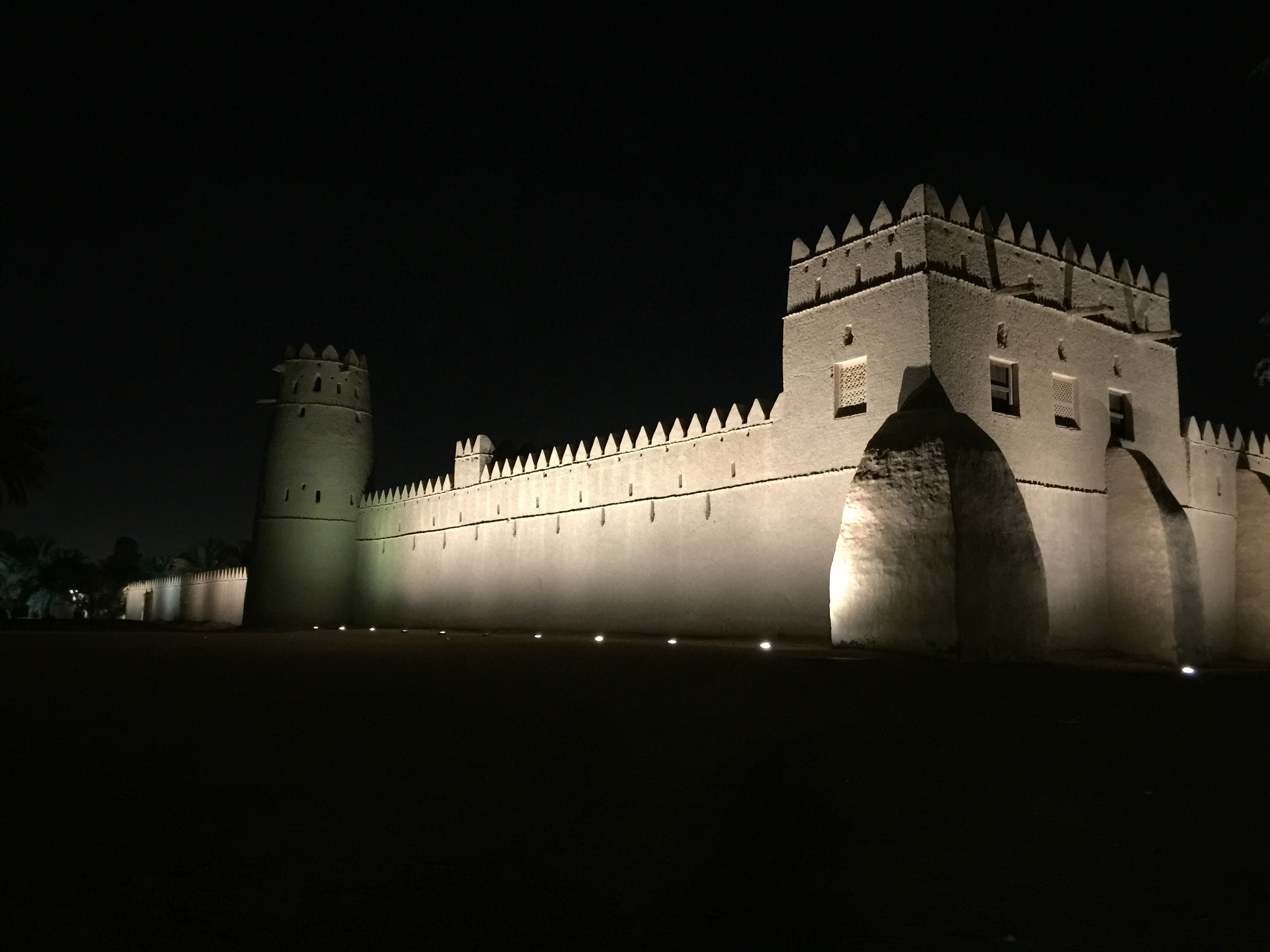
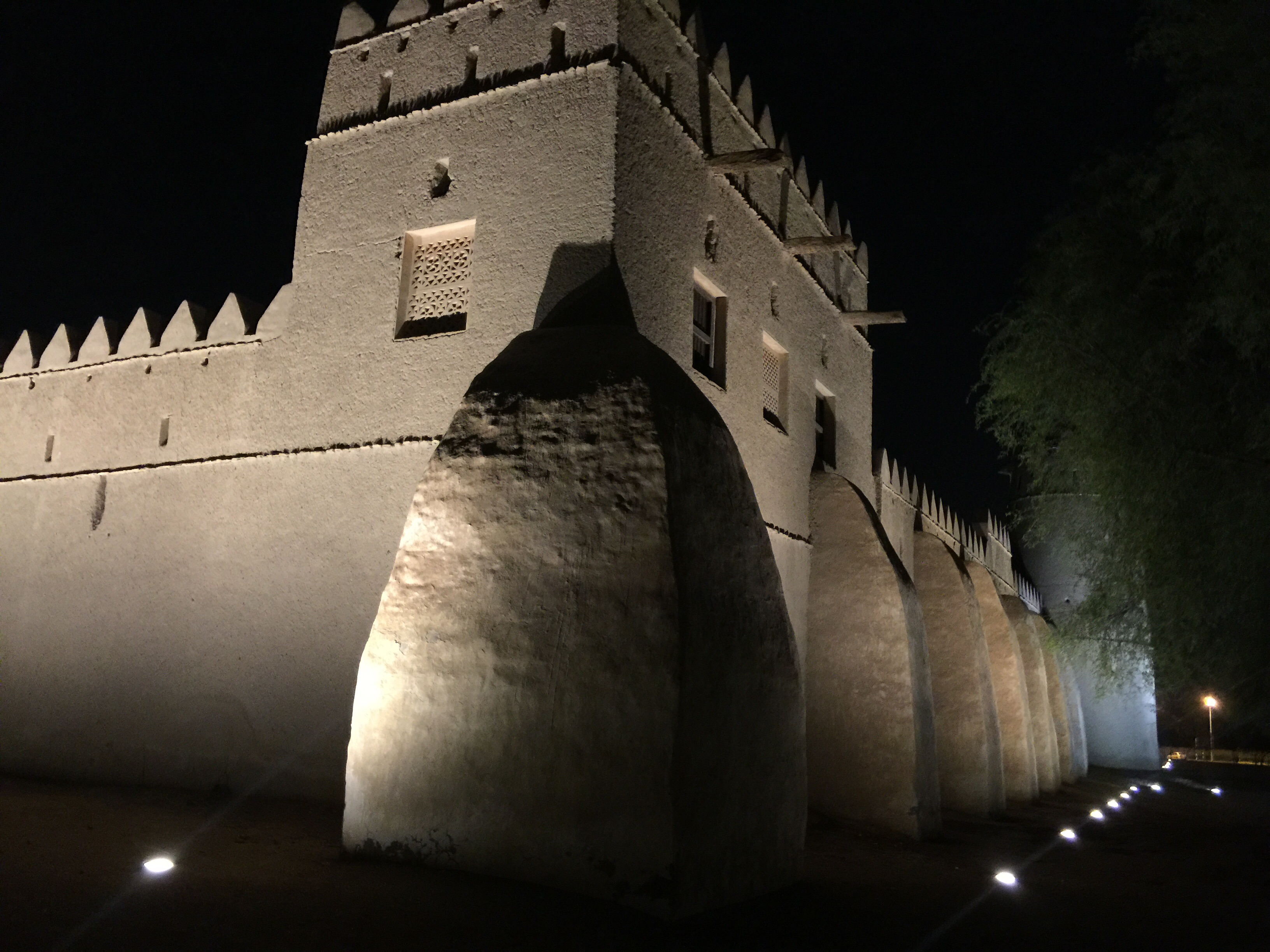
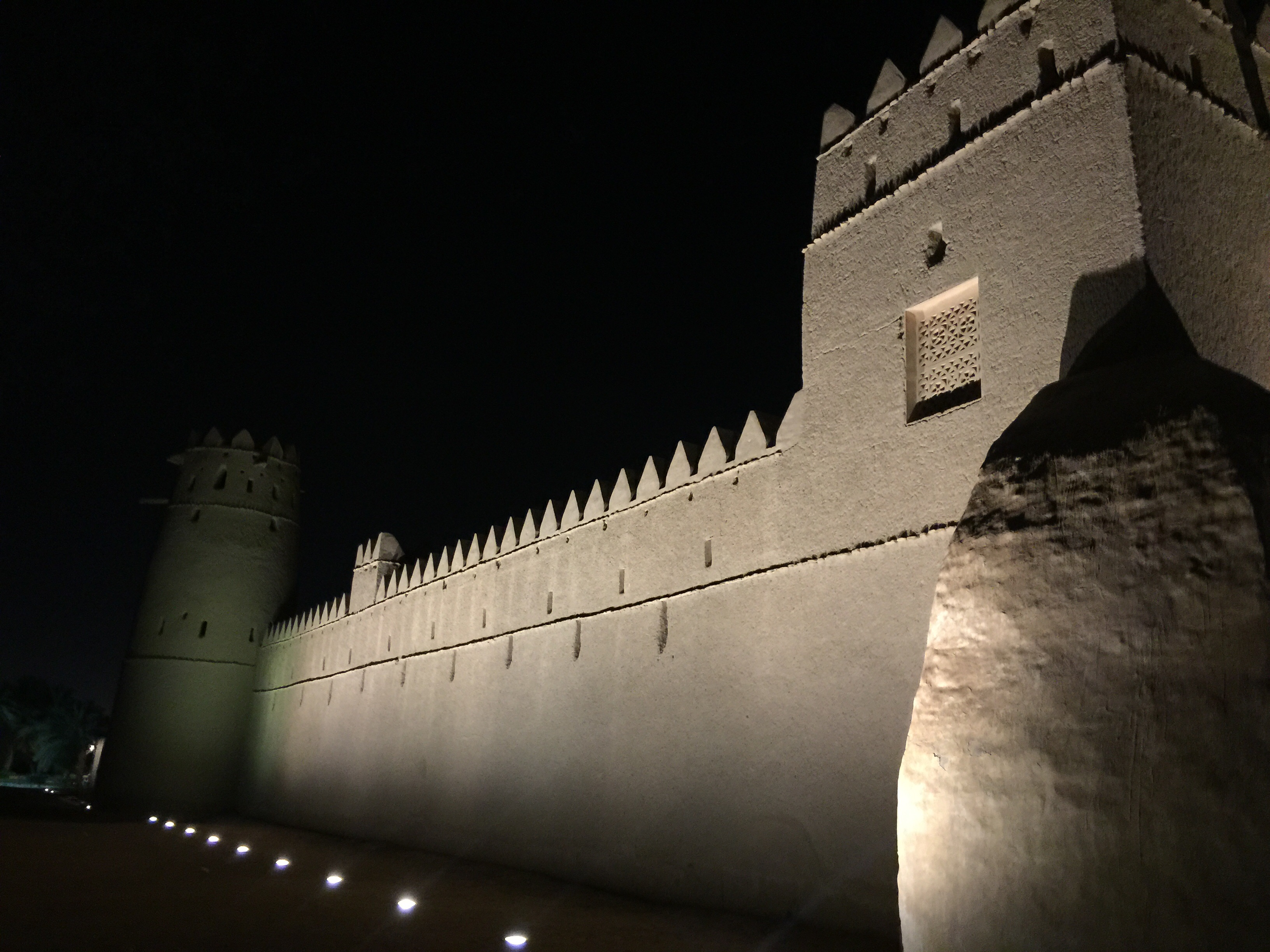
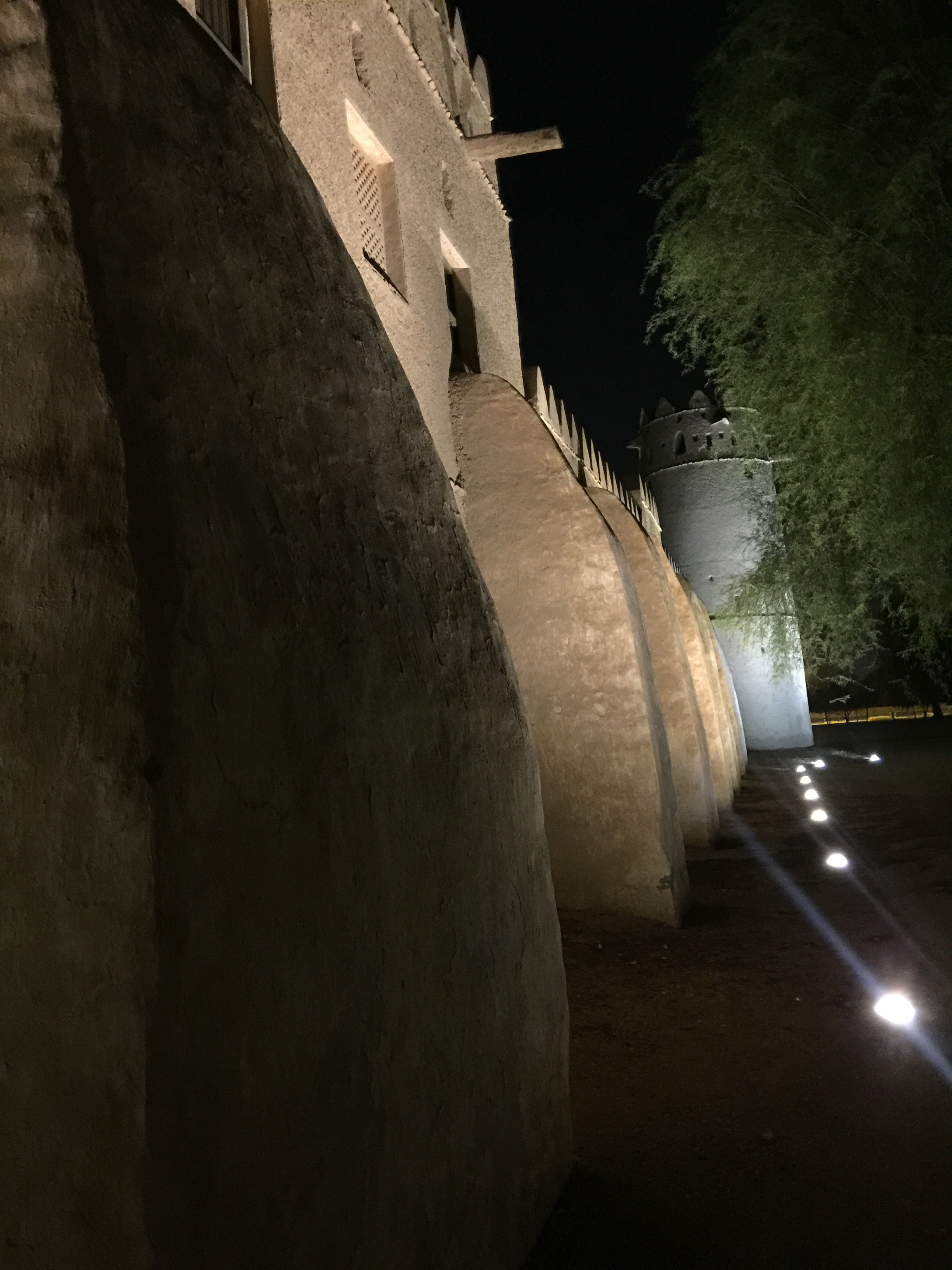
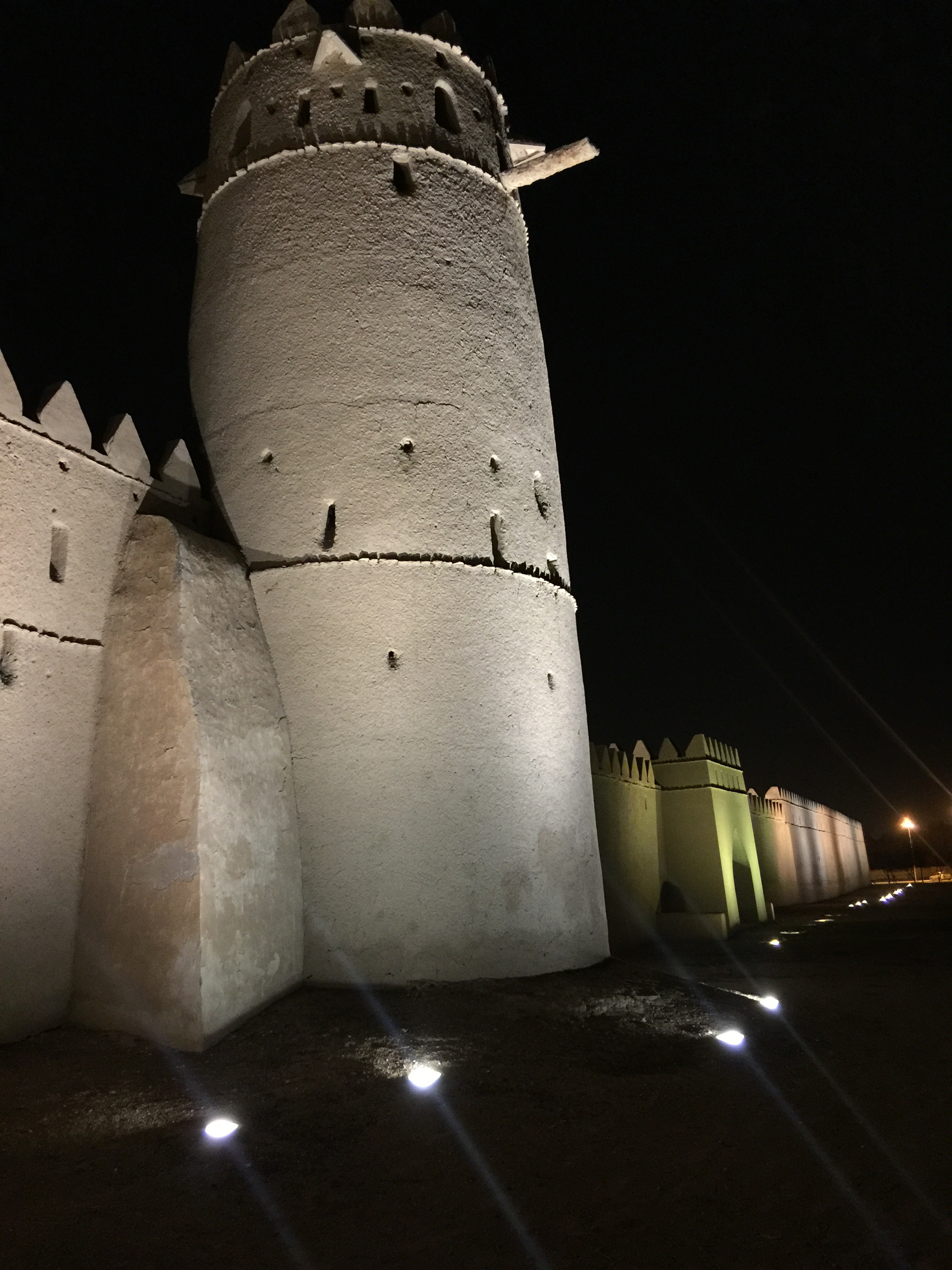
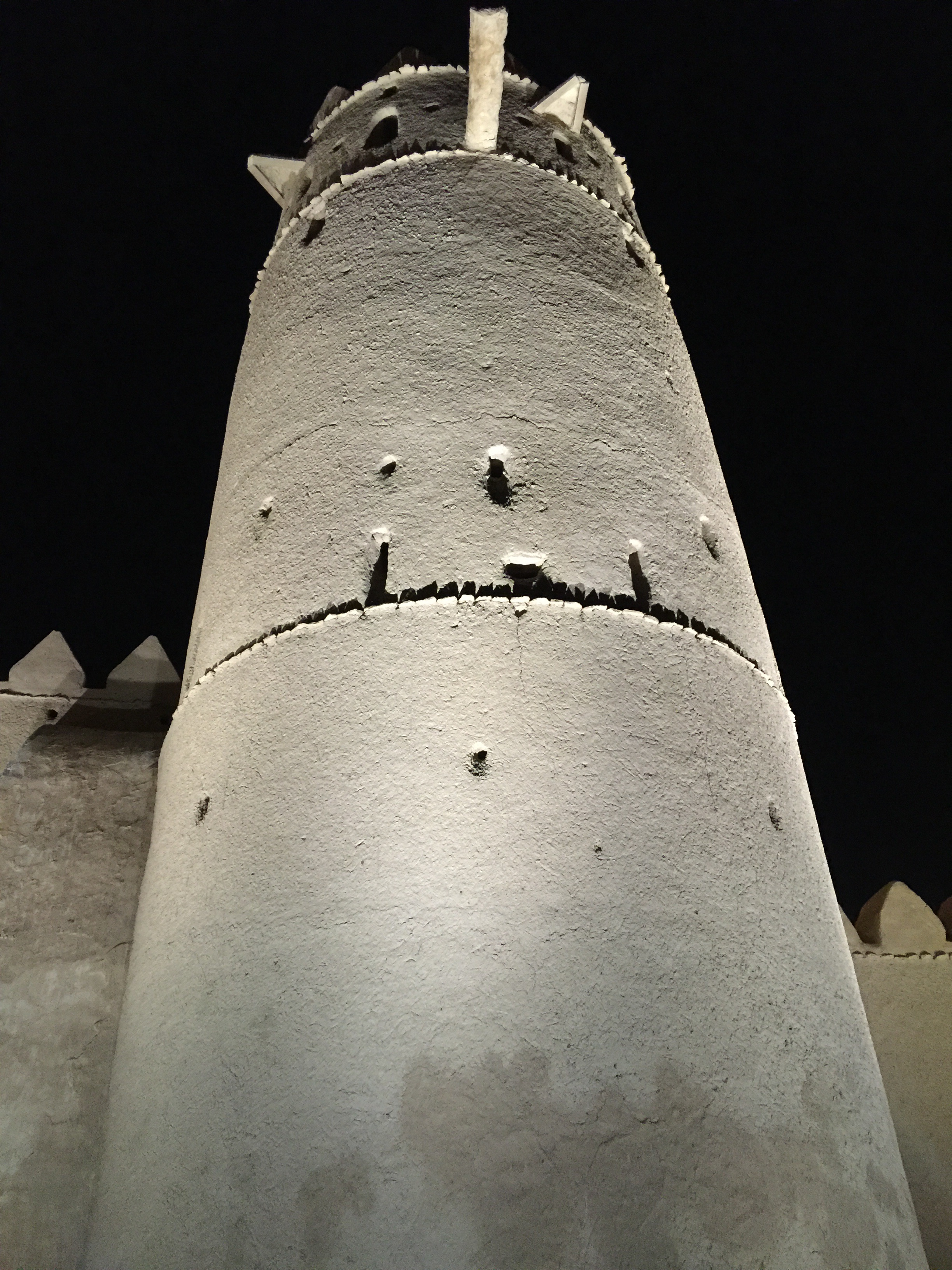
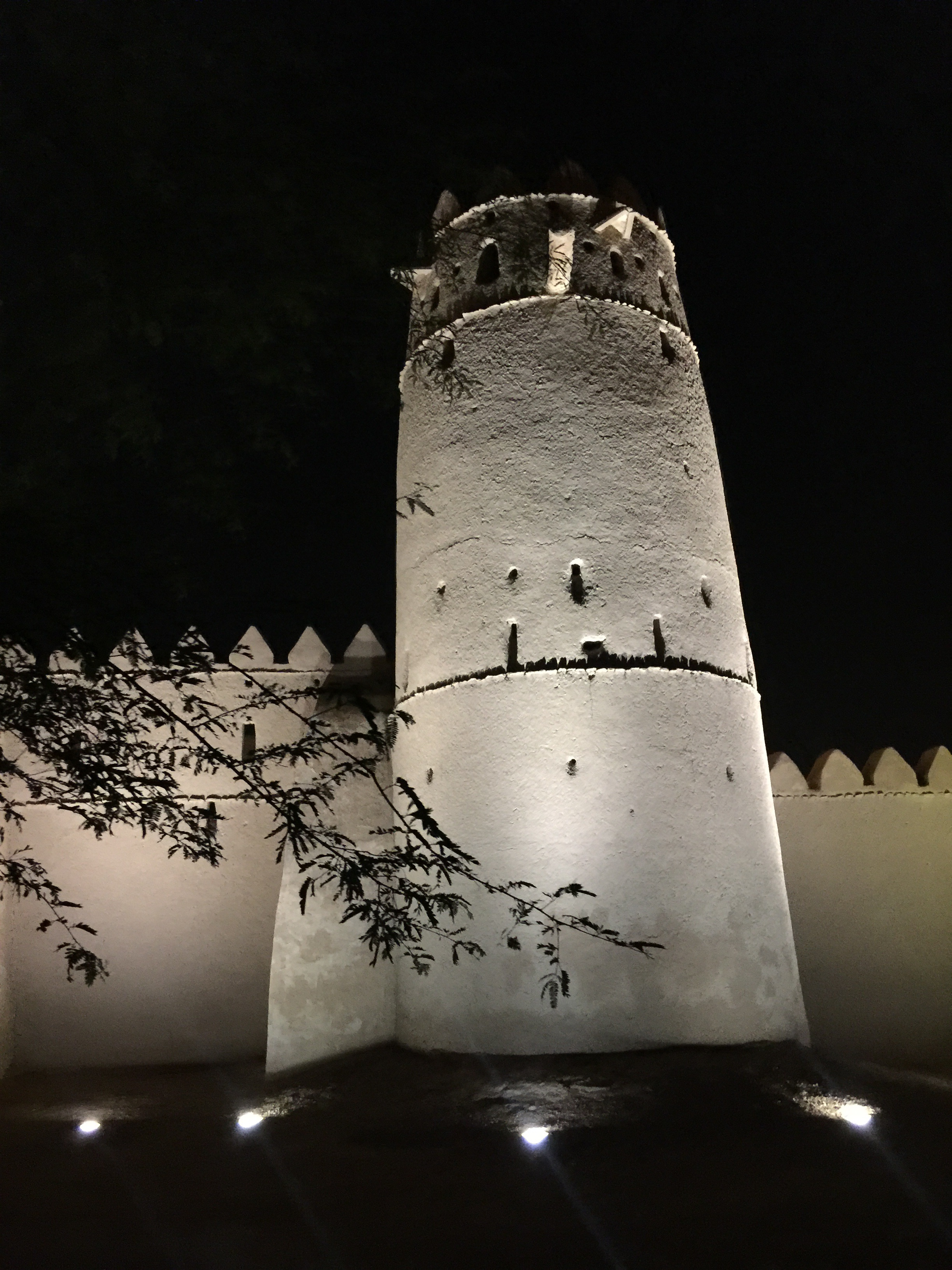
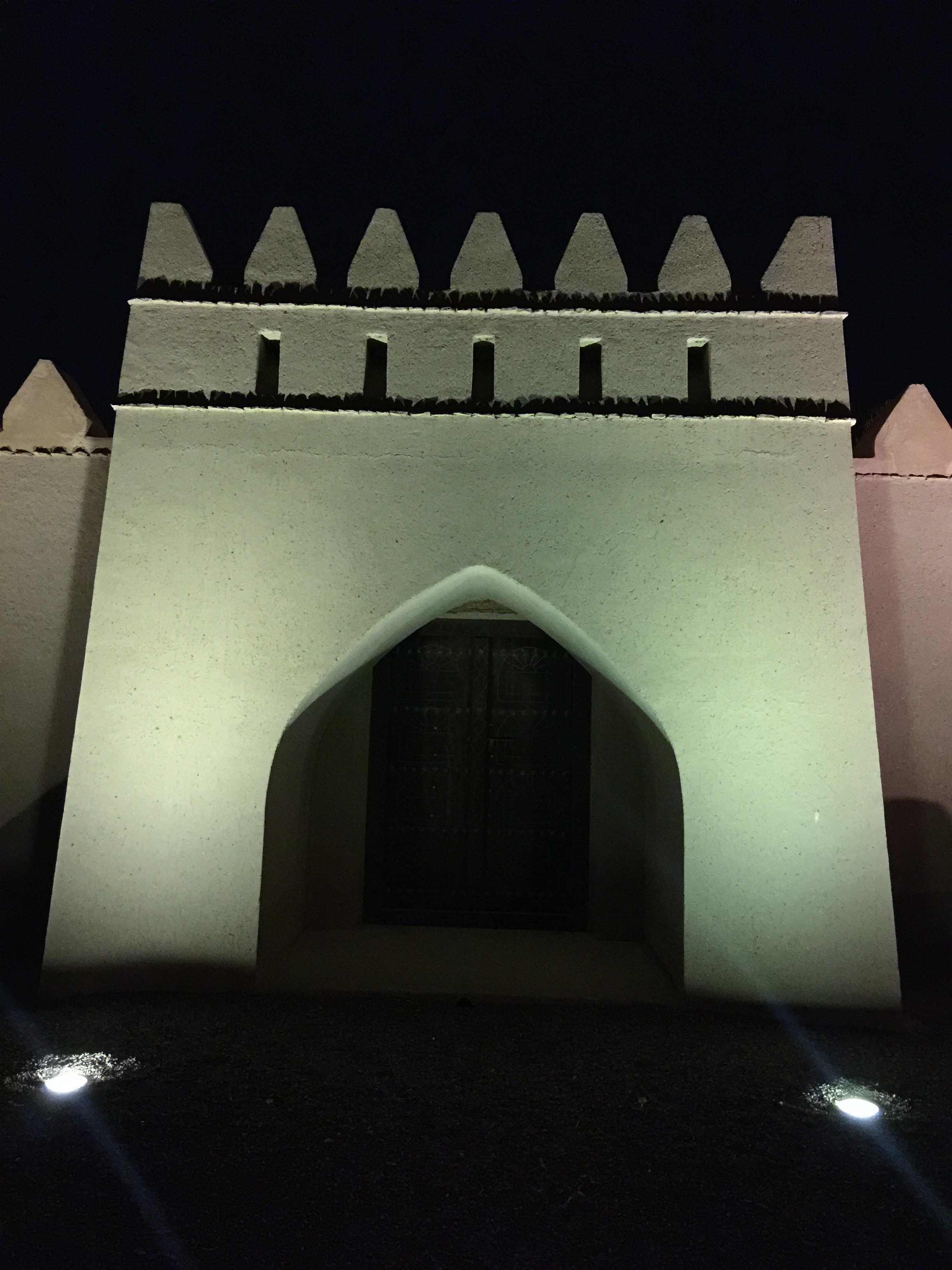
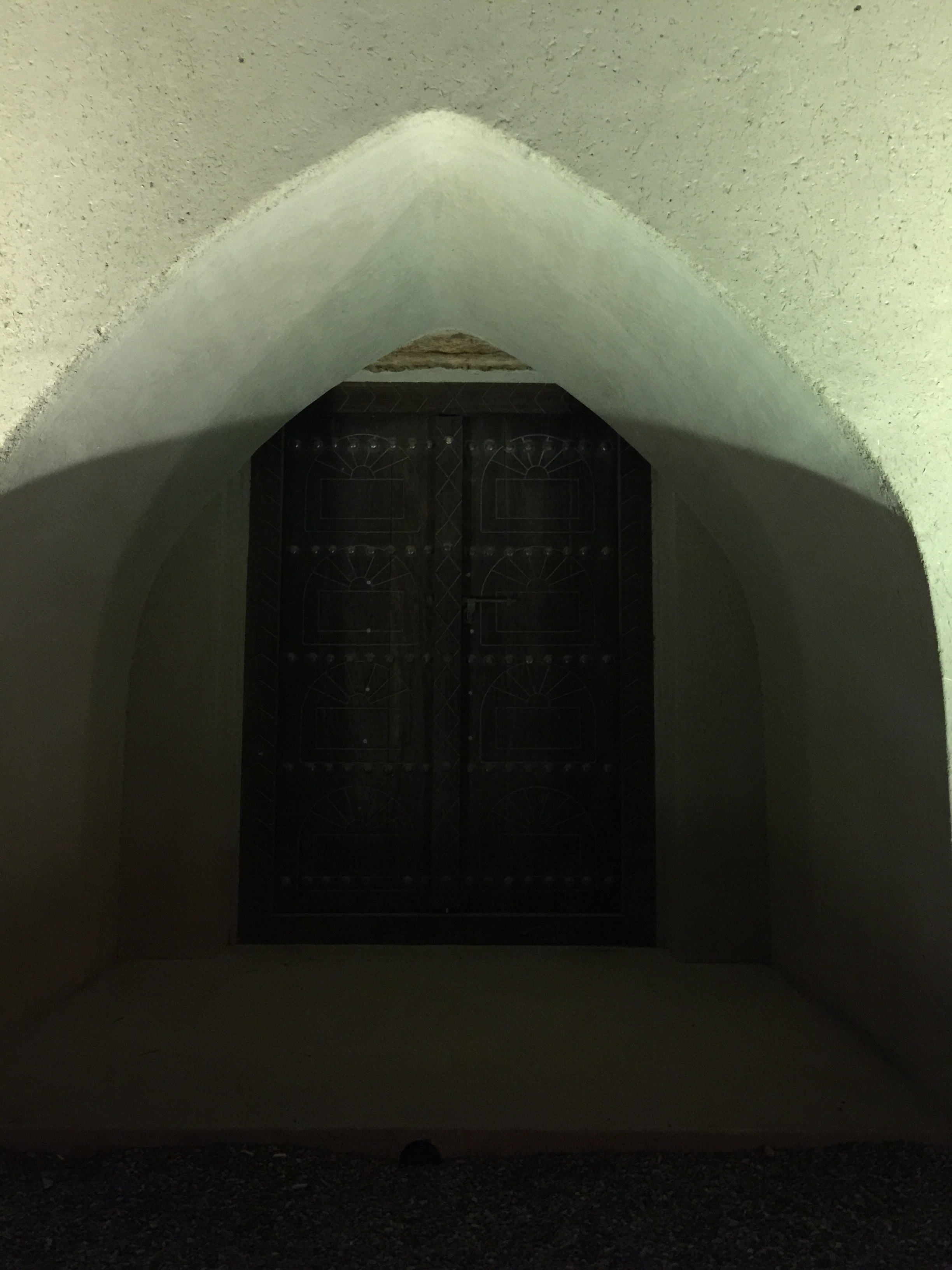
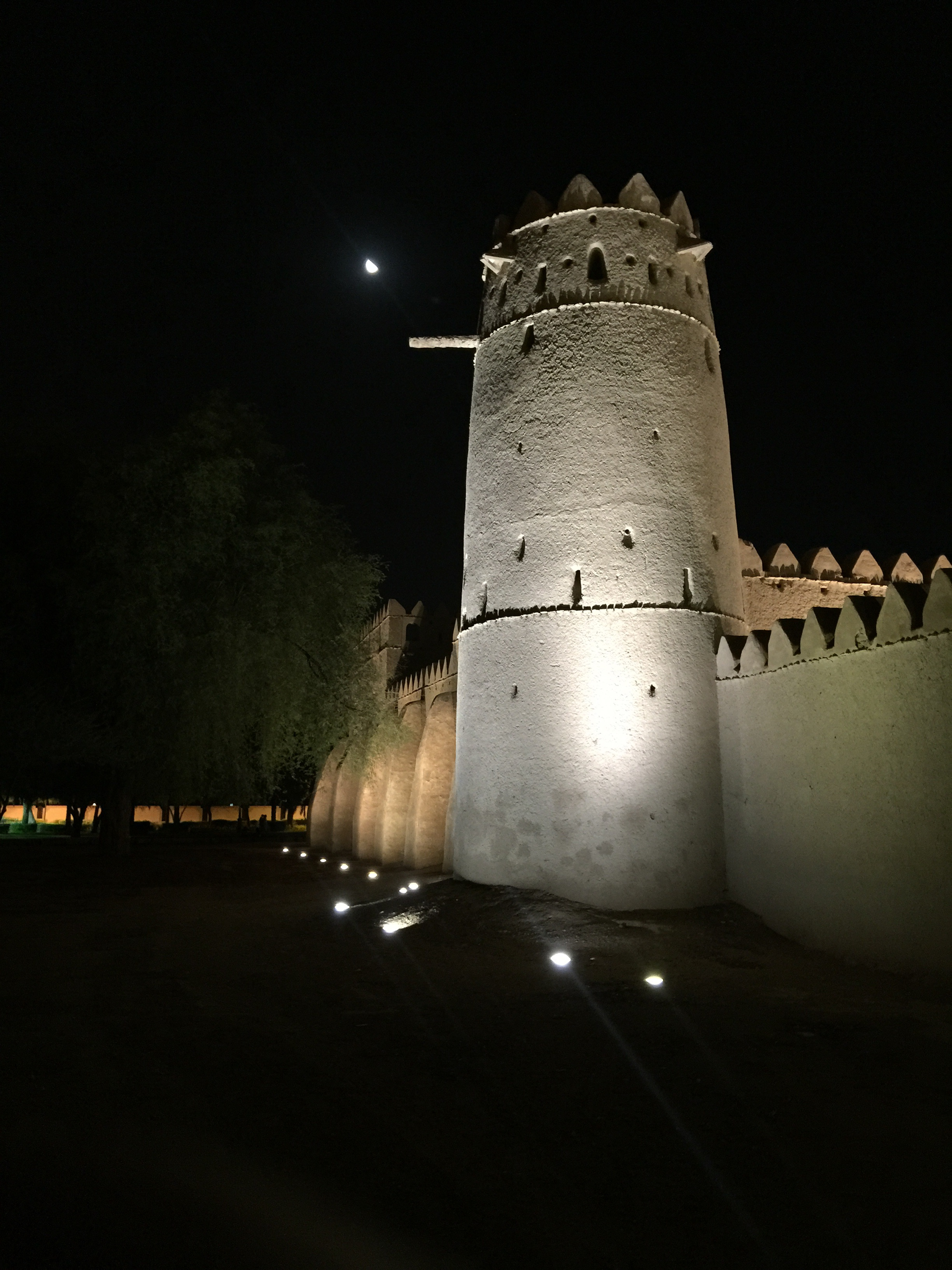